# Muurbloemmosterd
Muurbloemmosterd (Coincya monensis) is een eenjarige, tweejarige of overblijvende plant, die behoort tot de kruisbloemenfamilie (Brassicacea).

## Determinatie
De plant wordt 20–60 cm hoog. De stengel is bovenaan kaal en onderaan bezet met stijve, afstaande haren. De behaarde, blauwgroene tot grijsgroene, tot cm lange bladeren zijn veerdelig tot geveerd met meestal 3–5 (heel soms meer) paar getande slippen, maar de bovenste bladeren zijn kleiner en soms ook ongedeeld.
Muurbloemmosterd bloeit van juni tot in oktober. De 14–18 mm lange kroonbladen zijn lichtgeel en donkergeel geaderd.
De vrucht is een opstijgende, smal lijnvormige, 3–8 cm lange en 1,5–2,0 mm  brede hauw. De 0,8–2,2 cm lange snavel is kegelvormig en iets afgeplat.
Het aantal chromosomen 2n = 24.

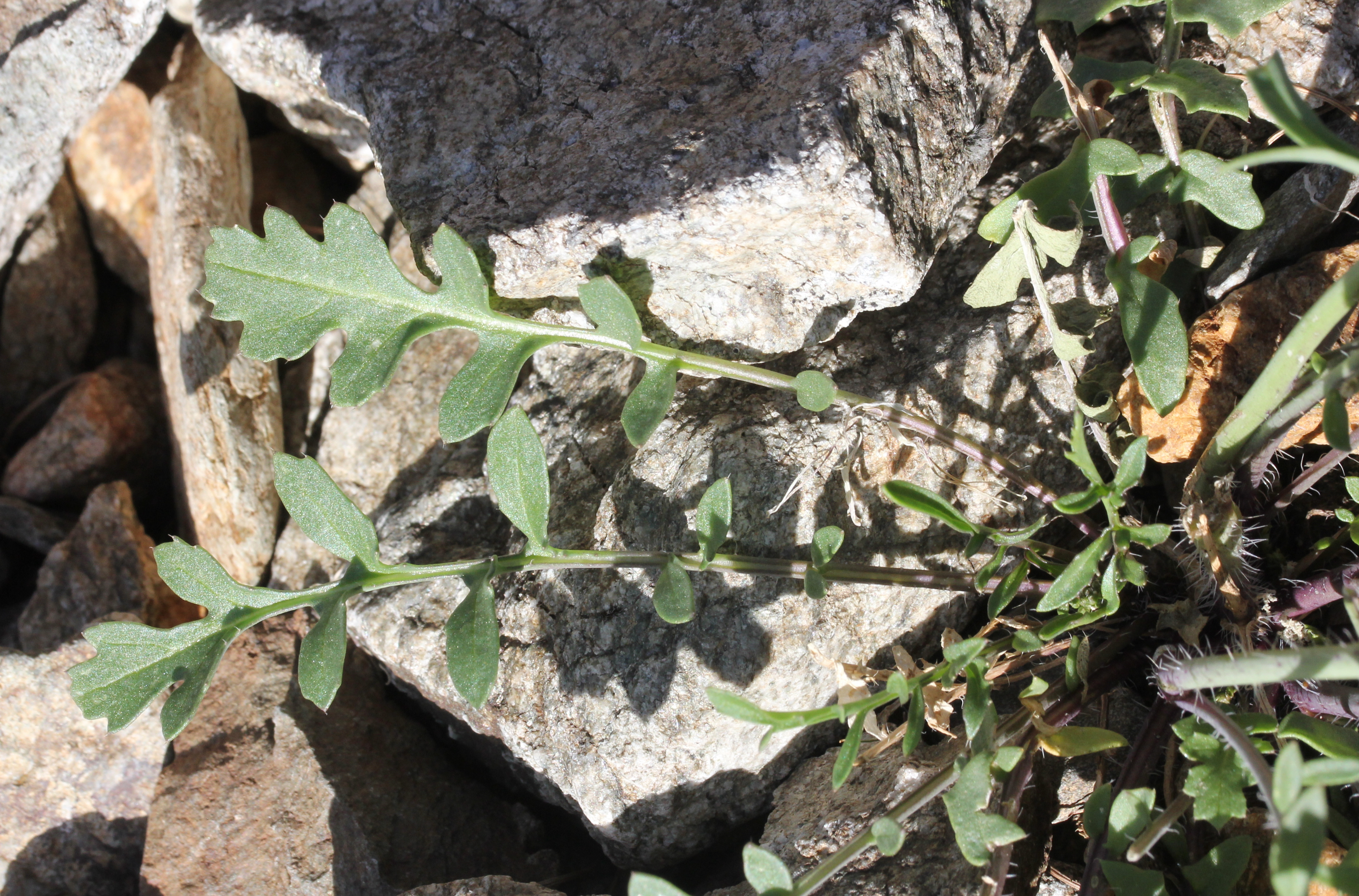
Blad
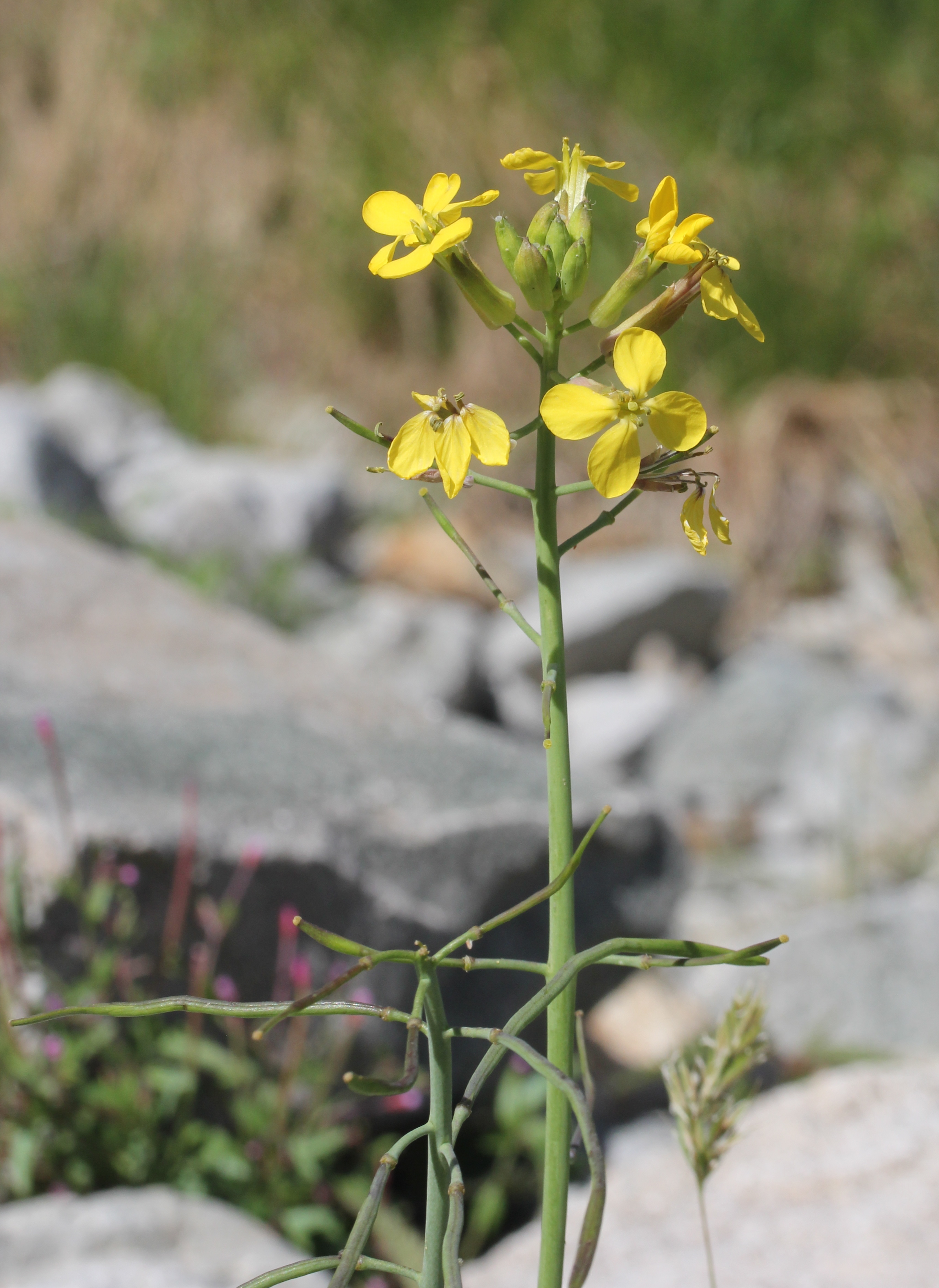
Bloeiwijze
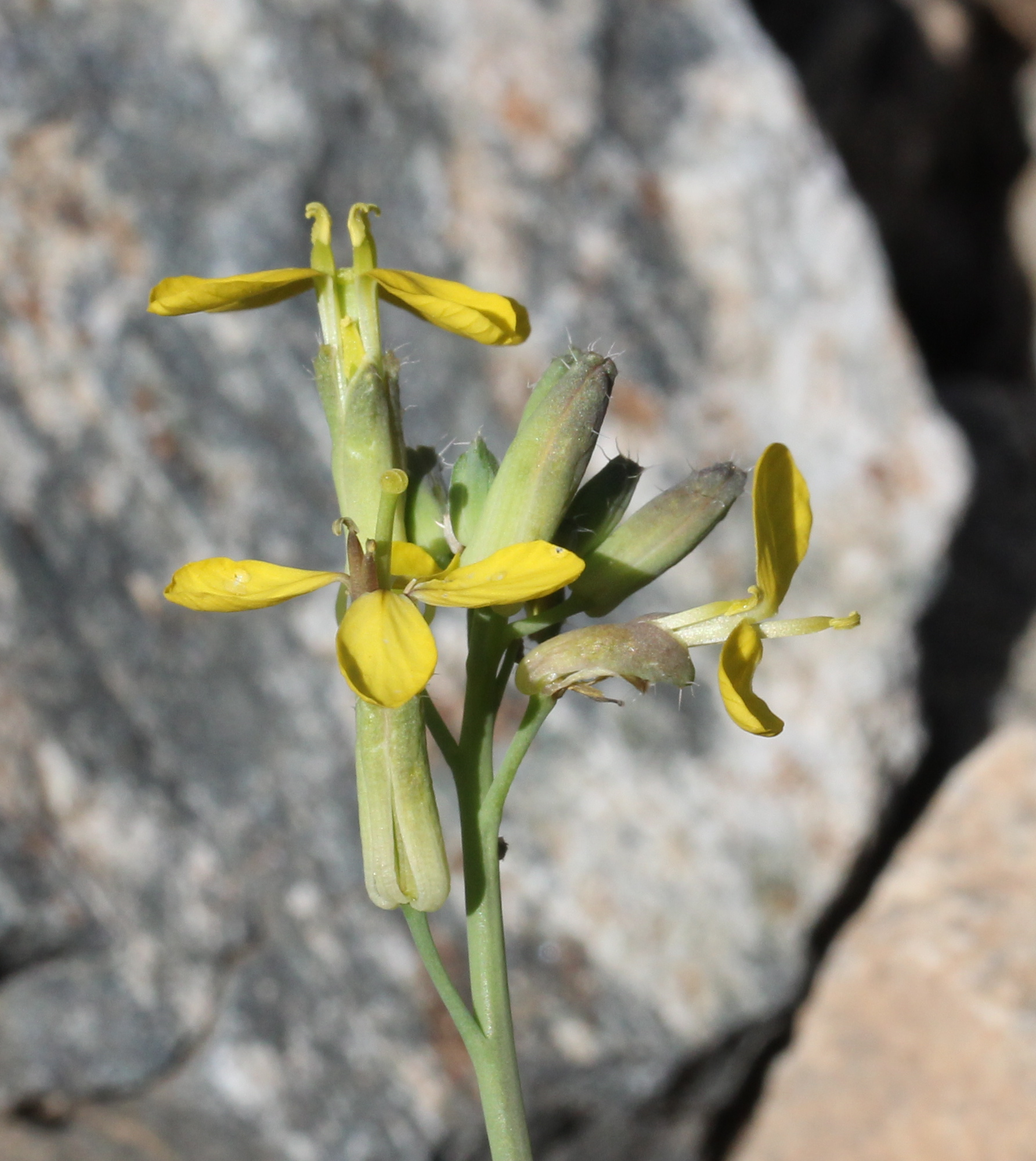
Bloem
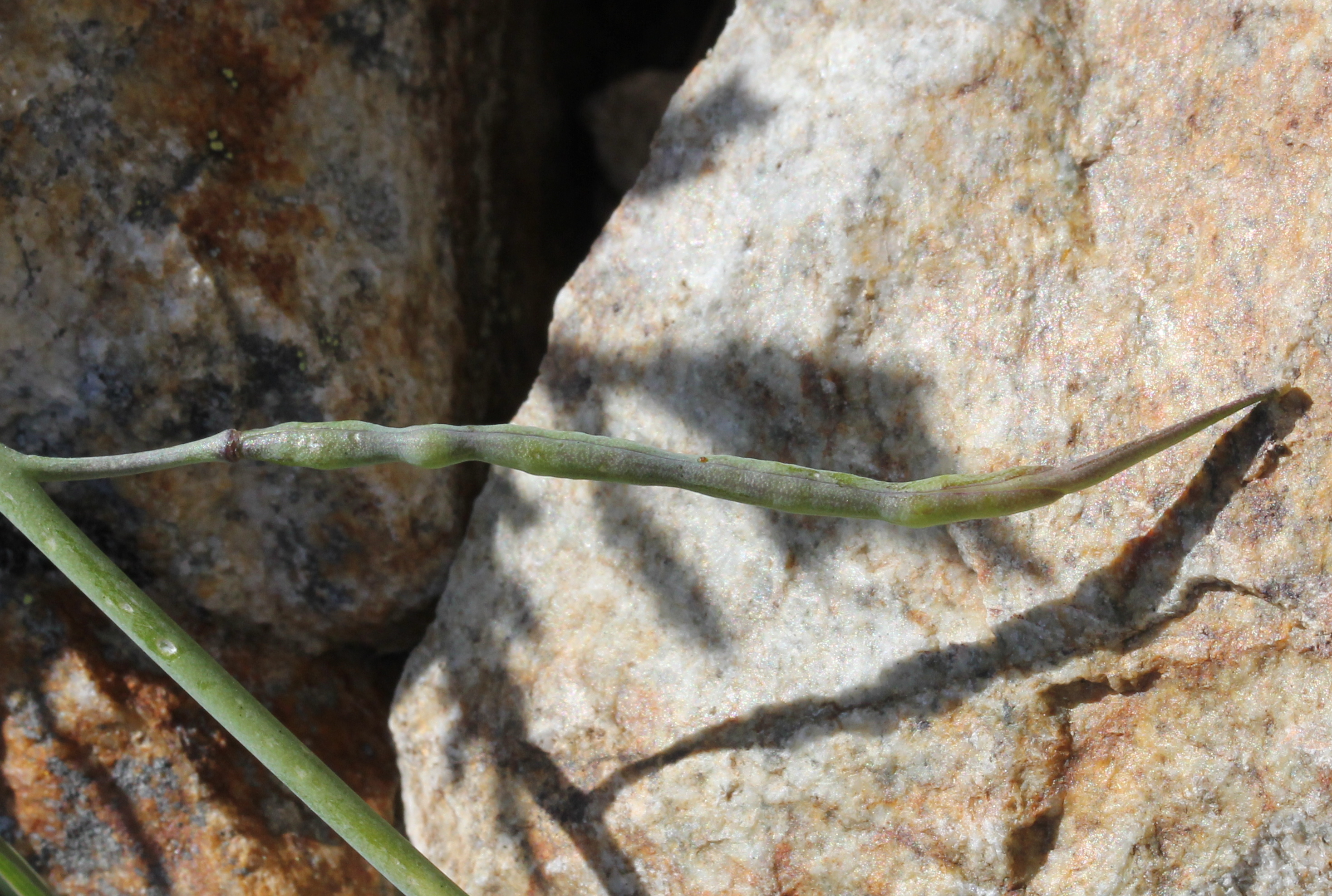
Hauw

## Ecologie
Muurbloemmosterd komt voor op eutrofe tot meso-eutrofe gronden in bermen, braakliggende grond, ruigten en langs spoorwegen.

## Verspreiding
De soort komt voor in het westelijke deel van Zuid- en Centraal-Europa en staat op de Nederlandse Rode lijst van planten als zeldzaam en stabiel of in aantal toegenomen. 

## Ondersoorten
Ondersoorten zijn:
- C. monensis subsp. cheiranthos (Vill.) Aedo, Leadlay & Muñoz Garm.)  — Frankrijk, Duitsland & Spanje
- C. monensis subsp. hispida (Cav.) Leadlay) — Centraal-Portugal & Centraal-Spanje
- C. monensis subsp. monensis  —

Britse Eilanden
- C. monensis subsp. nevadensis (Willk.) Leadlay) — Zuid-Spanje
- C. monensis subsp. orophila (Franco) Aedo, Leadlay & Muñoz Garm.)[3]
- C. monensis subsp. puberula (Pau) Leadlay) — Noord-Portugal en Noord-Spanje
- C. monensis subsp. recurvata (All.) Leadley) — Verenigde Staten[4]

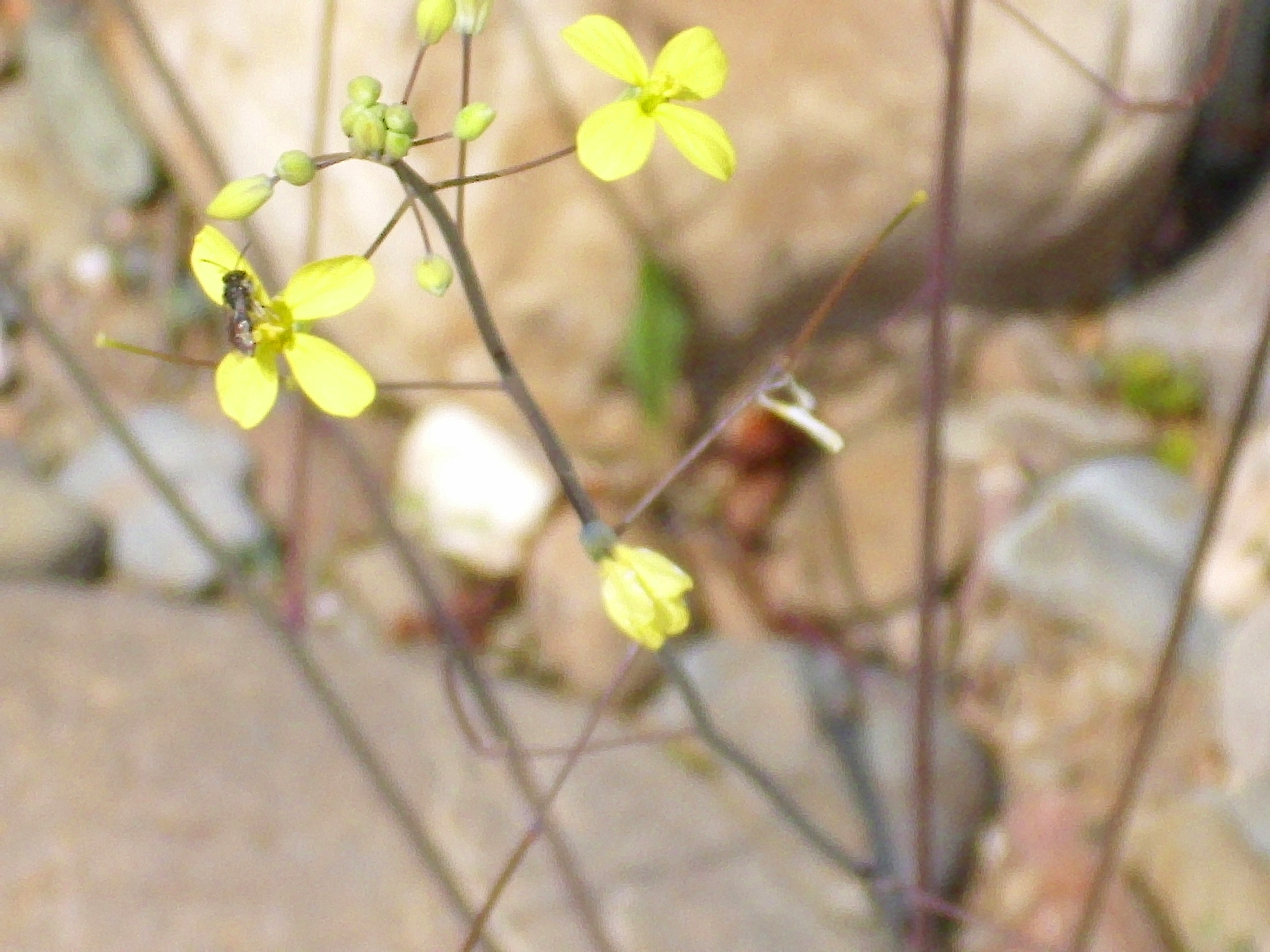
Coincya monensis subsp. hispida
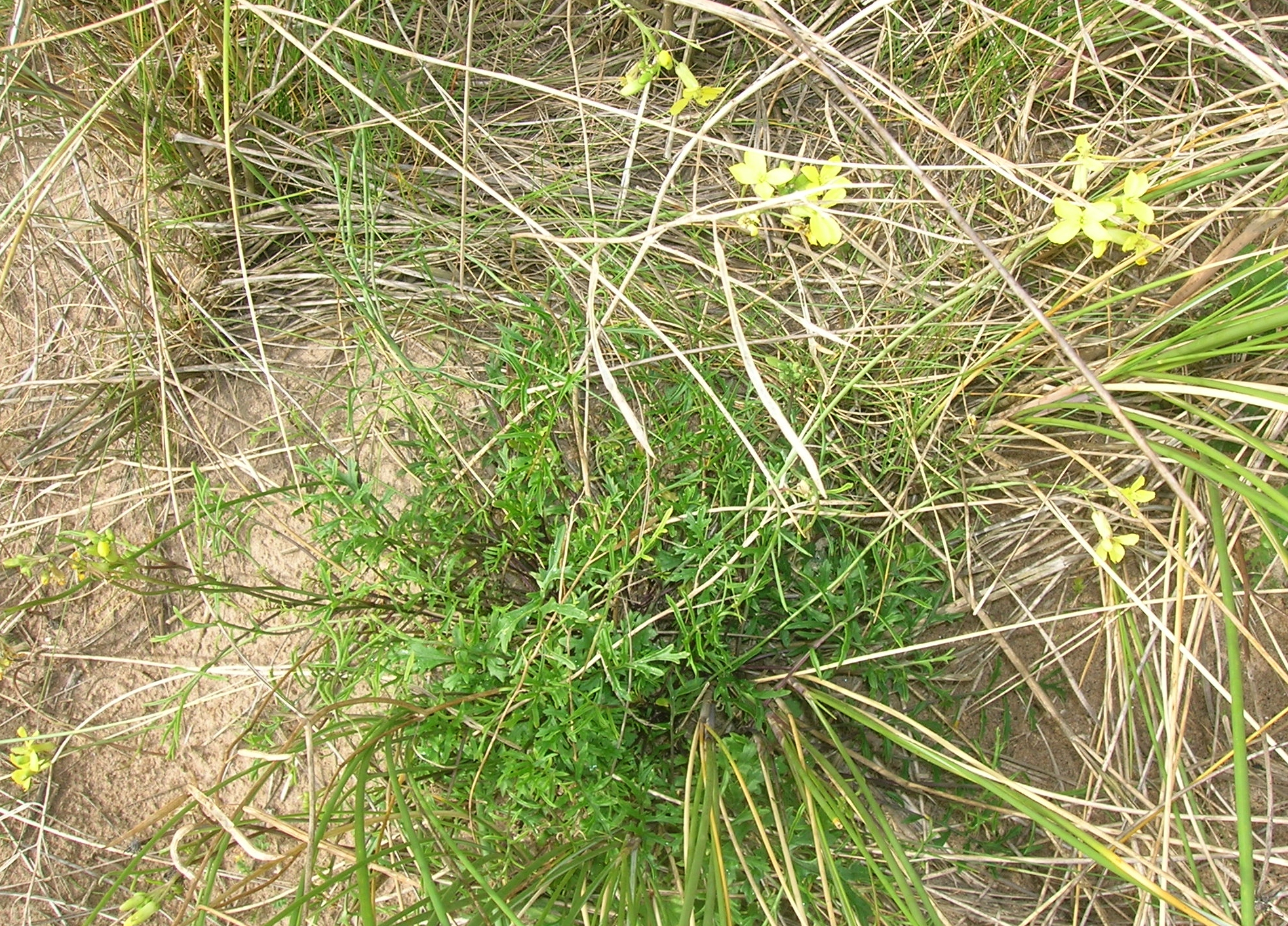
Coincya monensis subsp. monensis
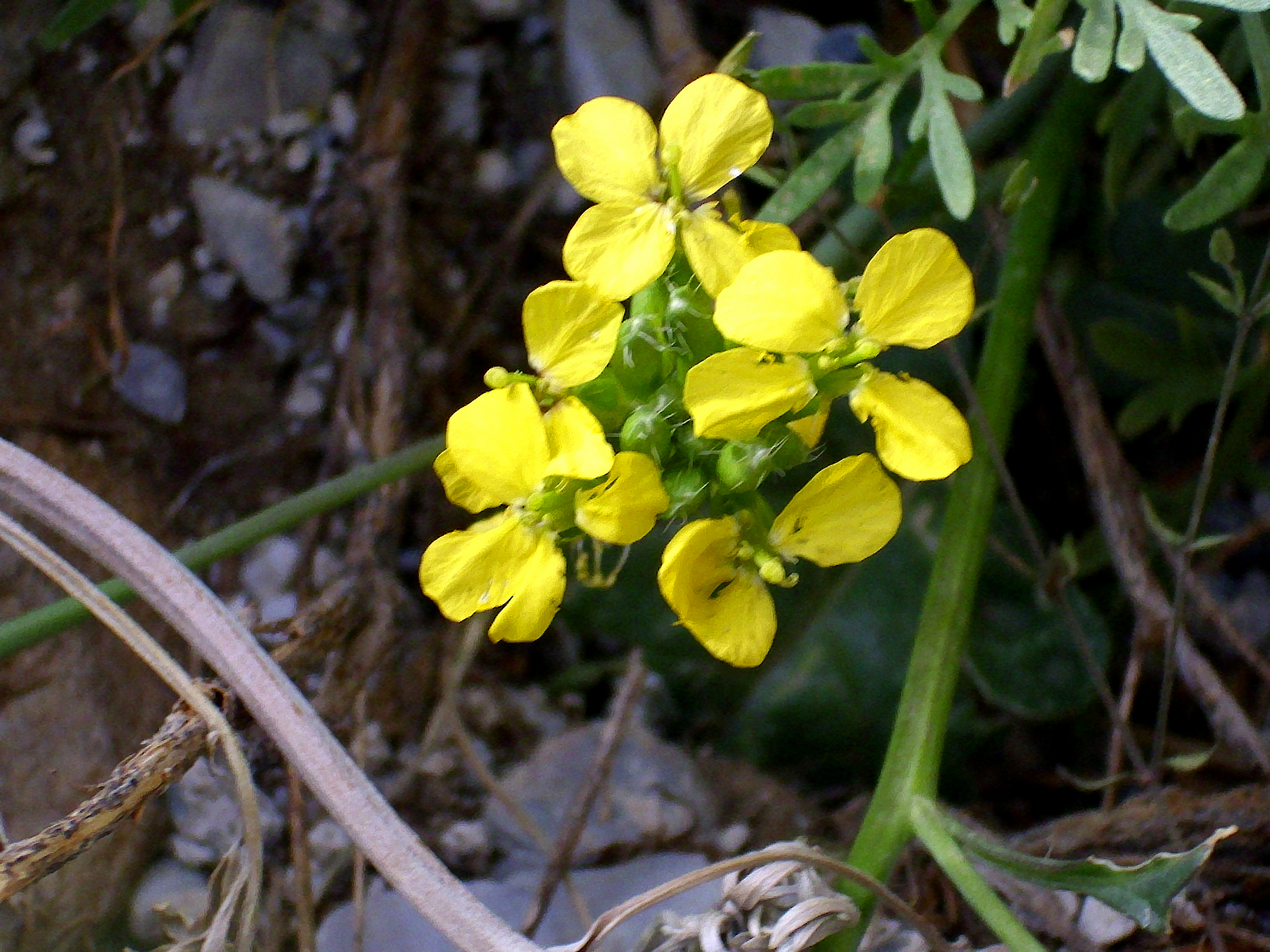
Coincya monensis subsp. nevadensis
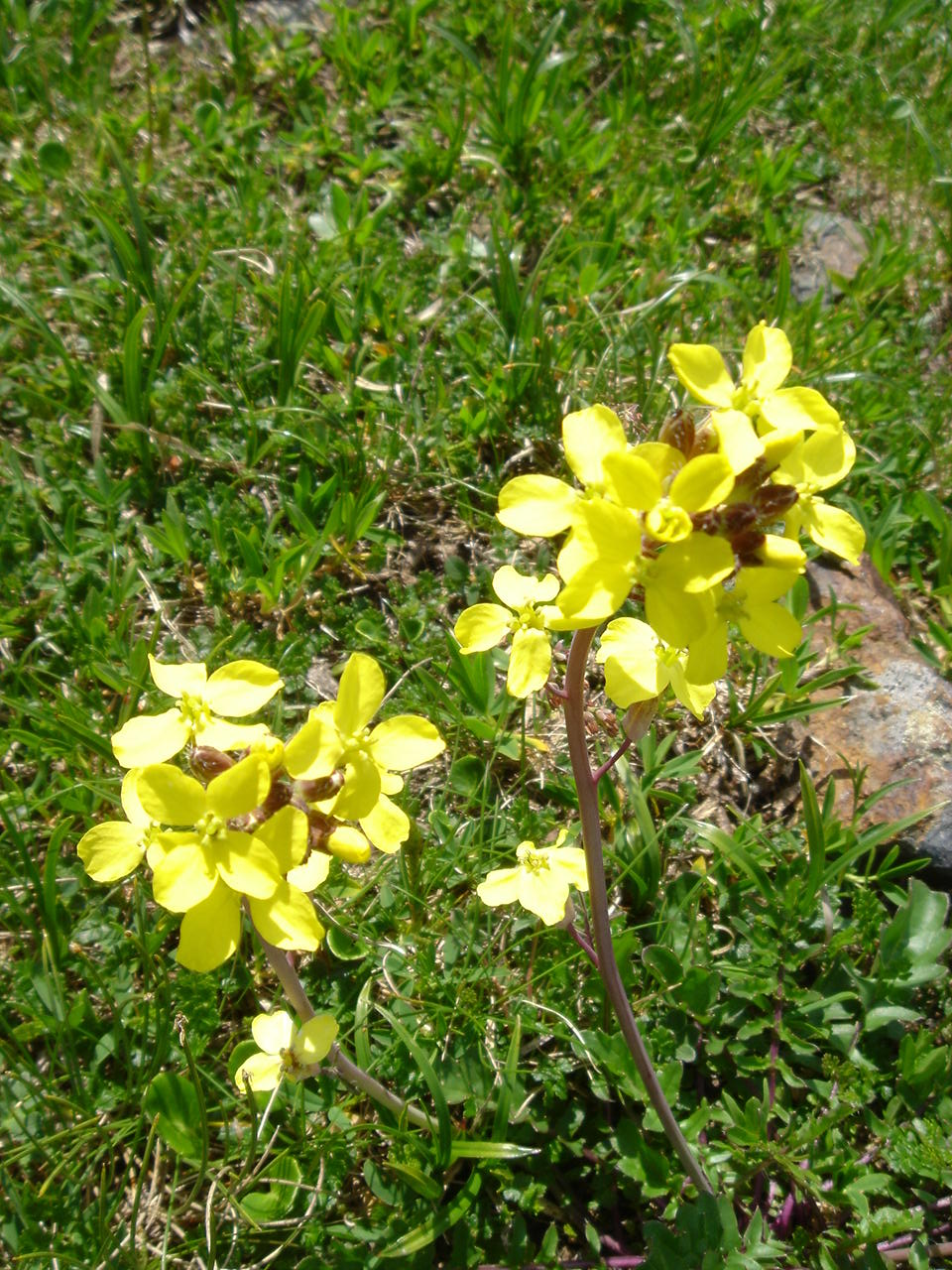
Coincya monensis subsp. cheiranthos